# Chiesa dei Santi Ippolito e Cassiano (Vanzago)
La chiesa parrocchiale dei Santi Ippolito e Cassiano è una chiesa di Vanzago, in città metropolitana ed arcidiocesi di Milano.

## Storia
L'edificio attuale sorge sulla medesima area sulla quale sorgeva la più antica chiesa, risalente al XIII secolo. Le sue piccole dimensioni e la crescita della popolazione indussero i parroci della prima metà dell'Ottocento a chiedere alla comunità municipale di Vanzago, cui per legge austriaca competeva, l'aiuto finanziario per costruire una chiesa più ampia.
La ricostruzione fu iniziata nel 1858, ad opera del parroco don Masera e del sindaco Giuseppe Meraviglia, su progetto dell'architetto Giacomo Moraglia, ormai anziano ma famoso nel milanese per i tanti progetti importanti da lui curati; tra cui, in campo ecclesiastico, le chiese parrocchiali di Vittuone, Guanzate, Galgiana (Casatenovo) e moltissime altre. La chiesa, appena terminata nelle sue strutture, fu benedetta nel giugno del 1860 e cominciò ad essere utilizzata per tutte le funzioni parrocchiali, ma le rifiniture e gli arredi richiesero ancora parecchi anni per il completamento.
La definitiva consacrazione fu celebrata dal cardinale Andrea Ferrari il 26 ottobre 1901.

## Descrizione
La chiesa è articolata su tre navate coperte da volte a vela sostenute da colonne con capitelli corinzi.
Ai lati del presbiterio sono inseriti da una parte la sacrestia e dall'altra alcuni locali e il campanile.
Oltre all'altare maggiore, vi sono ai lati due altre cappelle con altari, una dedicata alla Madonna del Rosario e l'altra originariamente destinata al culto del Crocefisso, poi dedicata a San Giuseppe.
Il nuovo campanile, proporzionato alla chiesa, ha richiesto anche la posa di nuove campane, che furono installate, in numero di cinque di tonalità re-bemolle, nel 1888.
La semplice facciata è completata da decorazioni a stucco.